# 49-я церемония «Грэмми»
49-я ежегодная церемония вручения наград «Грэмми» состоялась 11 февраля 2007 года в Стэйплс-центр (Лос-Анджелес, Калифорния). Награды вручались за записи, сделанные за музыкальный год с 15 сентября 2005 по 14 сентября 2006.

## Номинации
Ниже приведены некоторые номинации и номинанты. Победившие в своих категориях выделены жирным шрифтом.

### Основная категория

#### Запись года
- «Be Without You» — Мэри Джей Блайдж
- «You’re Beautiful» — Джеймс Блант
- «Not Ready to Make Nice» — Dixie Chicks
- «Crazy» — Gnarls Barkley
- «Put Your Records On» — Корин Бэйли Рэй

#### Альбом года
- Taking The Long Way — Dixie Chicks
- St. Elsewhere — Gnarls Barkley
- Continuum' — Джон Мейер
- Stadium Arcadium — Red Hot Chili Peppers
- FutureSex/LoveSounds — Джастин Тимберлейк

#### Песня года
- «Be Without You» — Мэри Джей Блайдж
- «Jesus, Take The Wheel» — Кэрри Андервуд
- «Not Ready To Make Nice» — Dixie Chicks
- «Put Your Records On» — Корин Бэйли Рэй
- «You’re Beautiful» — Джеймс Блант

#### Лучший новый исполнитель
- Джеймс Блант
- Крис Браун
- Имоджен Хип
- Корин Бэйли Рэй
- Кэрри Андервуд

### Поп

#### Лучшее женское вокальное поп-исполнение
- «Ain’t No Other Man» — Кристина Агилера
- «Unwritten» — Наташа Бедингфилд
- «You Can Close Your Eyes» — Шерил Кроу
- «Stupid Girls» — Пинк
- «Black Horse and the Cherry Tree» — KT Tunstall

#### Лучшее мужское вокальное поп-исполнение
- «You’re Beautiful» — Джеймс Блант
- «Save Room» — Джон Ледженд
- «Waiting on the World to Change» — Джон Мейер
- «Jenny Wren» — Пол Маккартни
- «Bad Day» — Дэниел Паутер

#### Лучшее вокальное поп-исполнение дуэтом или группой
- «My Humps» — The Black Eyed Peas
- «I Will Follow You Into the Dark» — Death Cab for Cutie
- «Over My Head (Cable Car)» — The Fray
- «Is It Any Wonder?» — Keane
- «Stickwitu» — The Pussycat Dolls

#### Лучшее совместное вокальное поп-исполнение
- «For Once in My Life» — Тони Беннетт и Стиви Уандер
- «One» — Мэри Джей Блайдж и U2
- «Always on Your Side» — Шерил Кроу и Стинг
- «Promiscuous» — Нелли Фуртадо и Тимбалэнд
- «Hips Don’t Lie» — Шакира и Вайклеф Жан

#### Лучшее инструментальное поп-исполнение
- «Mornin'» — Джордж Бенсон and Эл Джерро
- «Drifting» — Эния
- «Subterfuge» — Béla Fleck and the Flecktones
- «Song H» — Bruce Hornsby
- «My Favorite Things» — The Brian Setzer Orchestra

#### Лучший инструментальный поп-альбом
- New Beginnings — Gerald Albright
- Fire Wire — Лэрри Карлтон
- X — Fourplay
- Fingerprints — Питер Фрэмптон
- Wrapped in a Dream — Spyro Gyra

#### Лучший вокальный поп-альбом
- Back to Basics — Кристина Агилера
- Back to Bedlam — Джеймс Блант
- The River in Reverse — Элвис Костелло & Allen Toussaint
- Continuum — Джон Мейер
- FutureSex/LoveSounds — Джастин Тимберлейк

### Танцевальная музыка

#### Лучшая танцевальная запись
- «Suffer Well» — Depeche Mode
- «Ooh La La» — Goldfrapp
- «Get Together» — Мадонна
- «I’m with Stupid» — Pet Shop Boys
- «SexyBack» — Джастин Тимберлейк и Тимбалэнд

#### Лучший электронный/танцевальный альбом
- Supernature — Goldfrapp
- Confessions on a Dance Floor — Мадонна
- A Lively Mind — Пол Окенфолд
- Fundamental — Pet Shop Boys
- The Garden — Zero 7

### Традиционный поп

#### Лучший вокальный альбом в стиле традиционный поп
- Duets: An American Classic — Тони Беннетт
- Caught in the Act — Майкл Бубле
- Wintersong — Сара Маклахлан
- Bette Midler Sings the Peggy Lee Songbook — Бетт Мидлер
- Timeless Love — Смоки Робинсон

### Рок

#### Лучшее сольное вокальное рок-исполнение
- «Nausea» — Бек
- «Someday Baby» — Боб Дилан
- «Route 66» — Джон Мейер
- «Saving Grace» — Том Петти
- «Lookin' for a Leader» — Нил Янг

#### Лучшее вокальное рок-исполнение дуэтом или группой
- «Talk» — Coldplay
- «Dani California» — Red Hot Chili Peppers
- «How to Save a Life» — The Fray
- «Steady, As She Goes» — The Raconteurs
- «The Saints Are Coming» — U2 and Green Day

#### Лучшее хард-рок-исполнение
- «Crazy Bitch» — Buckcherry
- «Every Day Is Exactly the Same» — Nine Inch Nails
- «Lonely Day» — System of a Down
- «Vicarious» — Tool
- «Woman» — Wolfmother

#### Лучшее метал-исполнение
- «Redneck» — Lamb of God
- «Colony of Birchmen» — Mastodon
- «Lies, Lies, Lies» — Ministry
- «Eyes of the Insane» — Slayer
- «30/30-150» — Stone Sour

#### Лучшее инструментальное рок-исполнение
- «Chun Li’s Spinning Bird Kick» — Arctic Monkeys
- «The Wizard Turns On…» — The Flaming Lips
- «Black Hole Sun» — Peter Frampton
- «Castellorizon» — Дэвид Гилмор
- «Super Colossal» — Джо Сатриани

#### Лучшая рок-песня
- «Chasing Cars» — Snow Patrol
- «Dani California» — Red Hot Chili Peppers
- «Lookin' for a Leader» — Нил Янг
- «Someday Baby» — Боб Дилан
- «When You Were Young» — The Killers

#### Лучший рок-альбом
- Try! — John Mayer Trio
- Highway Companion — Том Петти
- Broken Boy Soldiers — The Raconteurs
- Stadium Arcadium — Red Hot Chili Peppers
- Living with War — Нил Янг

### Альтернативная музыка

#### Лучший альтернативный альбом
- Whatever People Say I Am, That's What I'm Not — Arctic Monkeys
- At War with the Mystics — The Flaming Lips
- St. Elsewhere — Gnarls Barkley
- Show Your Bones — Yeah Yeah Yeahs
- The Eraser — Том Йорк

### R&B

#### Лучшее женское вокальное R&B-исполнение
- «Ring the Alarm» — Бейонсе
- «Be Without You» — Мэри Джей Блайдж
- «Don't Forget About Us» — Мэрайя Кэри
- «Day Dreaming» — Натали Коул
- «I Am Not My Hair» — India.Arie

#### Лучшее мужское вокальное R&B-исполнение
- «Heaven» — Джон Ледженд
- «So Sick» — Ни-Йо
- «Black Sweat» — Принс
- «I Call It Love» — Лайонел Ричи
- «Got You Home» — Лютер Вандросс

#### Лучшее вокальное R&B-исполнение дуэтом или группой
- «Breezin'» — Джордж Бенсон и Эл Джерро
- «Love Changes» — Джейми Фокс Featuring Мэри Джей Блайдж
- «Everyday» (Family Reunion) — Чака Хан, Gerald Levert, Yolanda Adams & Carl Thomas
- «Family Affair» — (Sly & The Family Stone), Джон Ледженд, Джосс Стоун с Ван Хант
- «Beautiful, Loved And Blessed» — Принс и Támar

#### Лучшее вокальное исполнение традиционного R&B
- «Christmas Time Is Here» — Анита Бейкер
- «God Bless The Child» — Джордж Бенсон & Эл Джерро Featuring Jill Scott
- «I Found My Everything» — Мэри Джей Блайдж при участии Raphael Saadiq
- «You Are So Beautiful» — Сэм Мур при участии Billy Preston, Zucchero, Eric Clapton & Robert Randolph
- «How Sweet It Is (To Be Loved By You)» — The Temptations

#### Лучшее урбан/альтернативное исполнение
- «Crazy» — Gnarls Barkley
- «That Heat» — Сержио Мендес при участии Эрика Баду и will.i.am
- «Mas Que Nada» — Сержио Мендес при участии The Black Eyed Peas
- «Idlewild Blue (Don’t Chu Worry 'Bout Me)» — Outkast
- «3121» — Принс

#### Лучшая R&B-песня
- «Be Without You» — Mary J. Blige
- «Black Sweat» — Prince
- «Deja Vu» — Бейонсе Featuring Jay-Z
- «Don’t Forget About Us» — Мэрайя Кэри
- «I Am Not My Hair» — India.Arie

#### Лучший R&B-альбом
- The Breakthrough — Mary J. Blige
- Unpredictable — Jamie Foxx
- Testimony: Vol. 1, Life & Relationship — India.Arie
- 3121 — Prince
- Coming Home — Лайонел Ричи

#### Лучший современный R&B-альбом
- B’Day — Beyoncé
- Chris Brown — Крис Браун
- 20 Y.O. — Джанет Джексон
- Kelis Was Here — Келис
- In My Own Words — Ne-Yo

### Кантри

#### Лучшее женское вокальное кантри-исполнение
- «Jesus, Take the Wheel» — Кэрри Андервуд
- «Kerosene» — Миранда Ламберт
- «I Still Miss Someone» — Мартина Макбрайд
- «Something’s Gotta Give» — Лиэнн Раймс
- «I Don’t Feel Like Loving You Today» — Гретхен Уилсон

#### Лучшее мужское вокальное кантри-исполнение
- «The Reason Why» — Винс Гилл
- «Every Mile a Memory» — Диркс Бентли
- «The Seashores of Old Mexico» — Джордж Стрейт
- «Would You Go with Me» — Джош Тёрнер
- «Once in a Lifetime» — Кит Урбан

#### Лучшее вокальное кантри-исполнение дуэтом или группой
- «Not Ready to Make Nice» — Dixie Chicks
- «Heaven’s My Home» — The Duhks
- «Boondocks» — Little Big Town
- «What Hurts the Most» — Rascal Flatts
- «Leave The Pieces» — The Wreckers

#### Лучшее совместное кантри-исполнение с вокалом
- «Who Says You Can't Go Home» — Bon Jovi & Дженнифер Неттлз
- «Tomorrow Is Forever» — Solomon Burke & Долли Партон
- «Calling Me» — Кенни  Роджерс & Дон Хенли
- «Midnight Angel» — Rhonda Vincent & Bobby Osborne
- «Love Will Always Win» — Триша Йервуд & Гарт Брукс

#### Best Country Instrumental Performance
- «Whiskey Before Breakfast» — Bryan Sutton & Doc Watson
- «Jerusalem Ridge» — Casey Driessen
- «Gameshow Rag/Cannonball Rag» — Tommy Emmanuel
- «The Eleventh Reel» — Chris Thile
- «Nature of the Beast» — Jim VanCleve

#### Лучшая кантри-песня
- «Jesus, Take The Wheel»
  - Бретт Джеймс, Хиллари Линдси & Горди Сэмпсон, авторы (Кэрри Андервуд)
- «Every Mile a Memory»
  - Brett Beavers, Диркс Бентли & Steve Bogard, авторы (Диркс Бентли)
- «I Don't Feel Like Loving You Today»
  - Matraca Berg & Jim Collins, авторы (Гретхен Уилсон)
- «Like Red on a Rose»
  - Melanie Castleman & Robert Lee Castleman, авторы (Алан Джексон)
- «What Hurts the Most»
  - Steve Robson & Jeffrey Steele, авторы (Rascal Flatts)

#### Лучший кантри-альбом
- Taking the Long Way — Dixie Chicks
- Like Red on a Rose — Алан Джексон
- The Road to Here — Little Big Town
- You Don't Know Me: The Songs of Cindy Walker — Вилли Нельсон
- Your Man — Джош Тёрнер

### Разговорный

#### Лучший разговорный альбом для детей
- Blah Blah Blah: Stories About Clams, Swamp Monsters, Pirates & Dogs — Билл Харлей
- Christmas In The Trenches — John McCutcheon
- Disney’s Little Einsteins Musical Missions (Various Artists) — Ted Kryczko & Ed Mitchell, producers
- Peter Pan — Jim Dale
- The Witches — Lynn Redgrave

#### Лучший разговорный альбом
- I Shouldn’t Even Be Doing This! — Bob Newhart
- New Rules — Polite Musings From A Timid Observer — Bill Maher
- Our Endangered Values: America’s Moral Crisis — Джимми Картер (tie)
- The Truth (with jokes) — Al Franken
- With Ossie And Ruby: In This Life Together — Ossie Davis & Ruby Dee (tie)

#### Лучший комедийный альбом
- Blue Collar Comedy Tour — One For The Road — Bill Engvall, Ron White, Jeff Foxworthy & Larry The Cable Guy
- The Carnegie Hall Performance — Lewis Black
- Life Is Worth Losing — George Carlin
- Straight Outta Lynwood — «Weird Al» Yankovic
- You Can’t Fix Stupid — Рон Вайт